# Tampico, Illinois

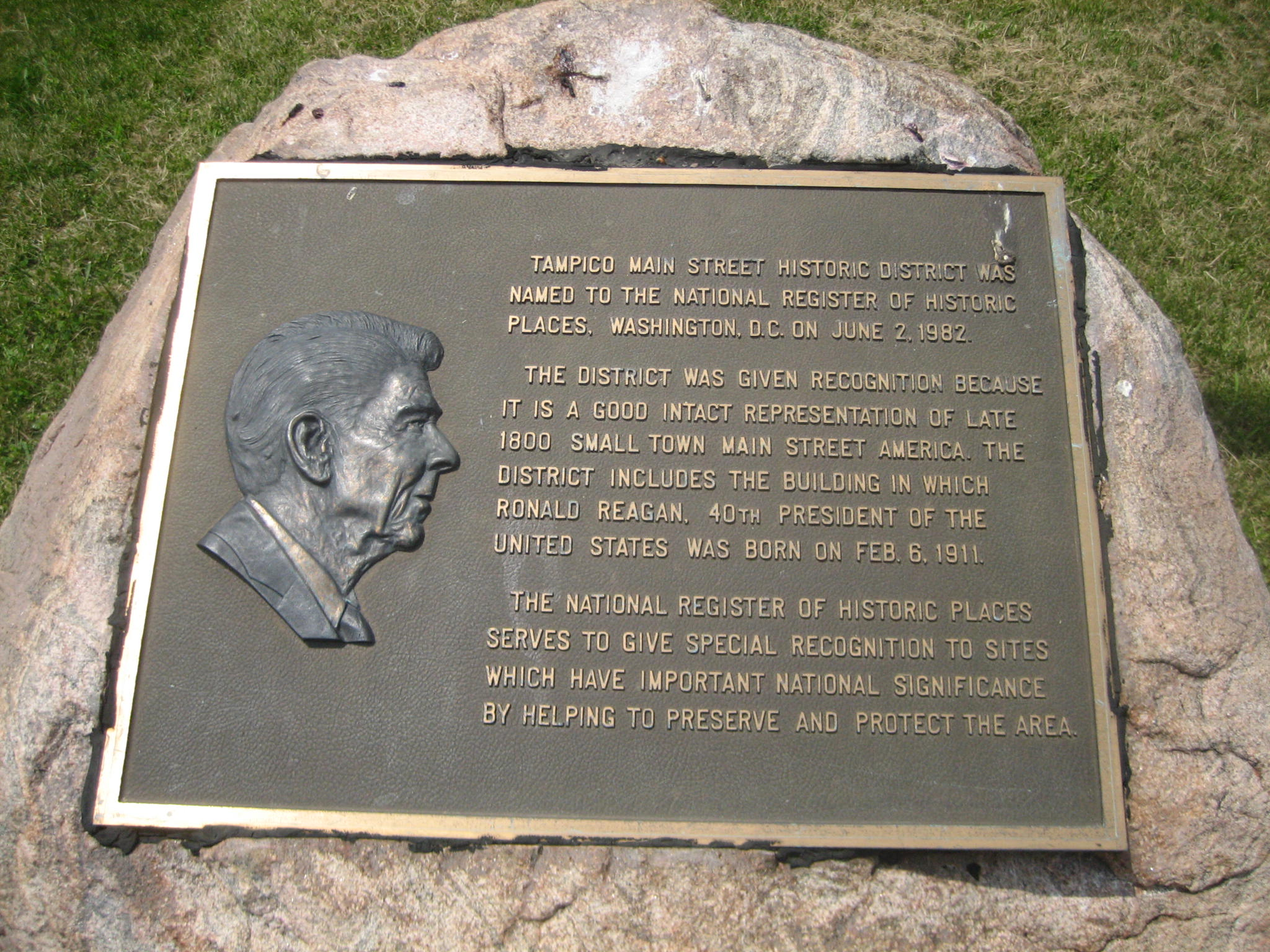
Minnestavla som markerar Reagans födelseplats.

Tampico är en liten ort i Illinois, USA med 790 invånare. Orten är mest känd som Ronald Reagans födelseplats.